# Mizo National Front
Mizo National Front är ett regionalt politiskt parti i den indiska delstaten Mizoram. Partiet grundades av Pu Laldenga 1959 som Mizo Famine Front, en organisation vars mål var att få hjälp från central- och delstatsregeringen (Mizoram var då en del av Assam) i samband med en svår svältkatastrof. MFF utvecklades senare till den separatistiska gerillarörelsen Mizo National Front. MNF fick stöd från Pakistan i kampen mot Indien.
1986 nåddes en fredsöverenskommelse med centralregeringen i Delhi. Mizoram blev en egen delstat, och Laldenga blev chefsminister. MNF kom dock 1989 att förlora de första valen efter fredsöverenskommelsen. År 1998 och 2003 vann MNF delstatsvalen, och den tidigare gerillaledaren Pu Zoramthanga är f.n. chefsminister. I valet 2003 vann MNF 21 av totalt 40 mandat i delstatsförsamlingen, och fick 132 505 röster (31,66%).
I valet till Lok Sabha 2004 vann MNF Mizorams enda mandat. MNF:s kandidat Pu Vanlalzawma fick 182 864 röster (52,46%).
Pu Zoramthanga är partiledare sedan Laldengas död 1990.